# St. Marien (Herrliberg)

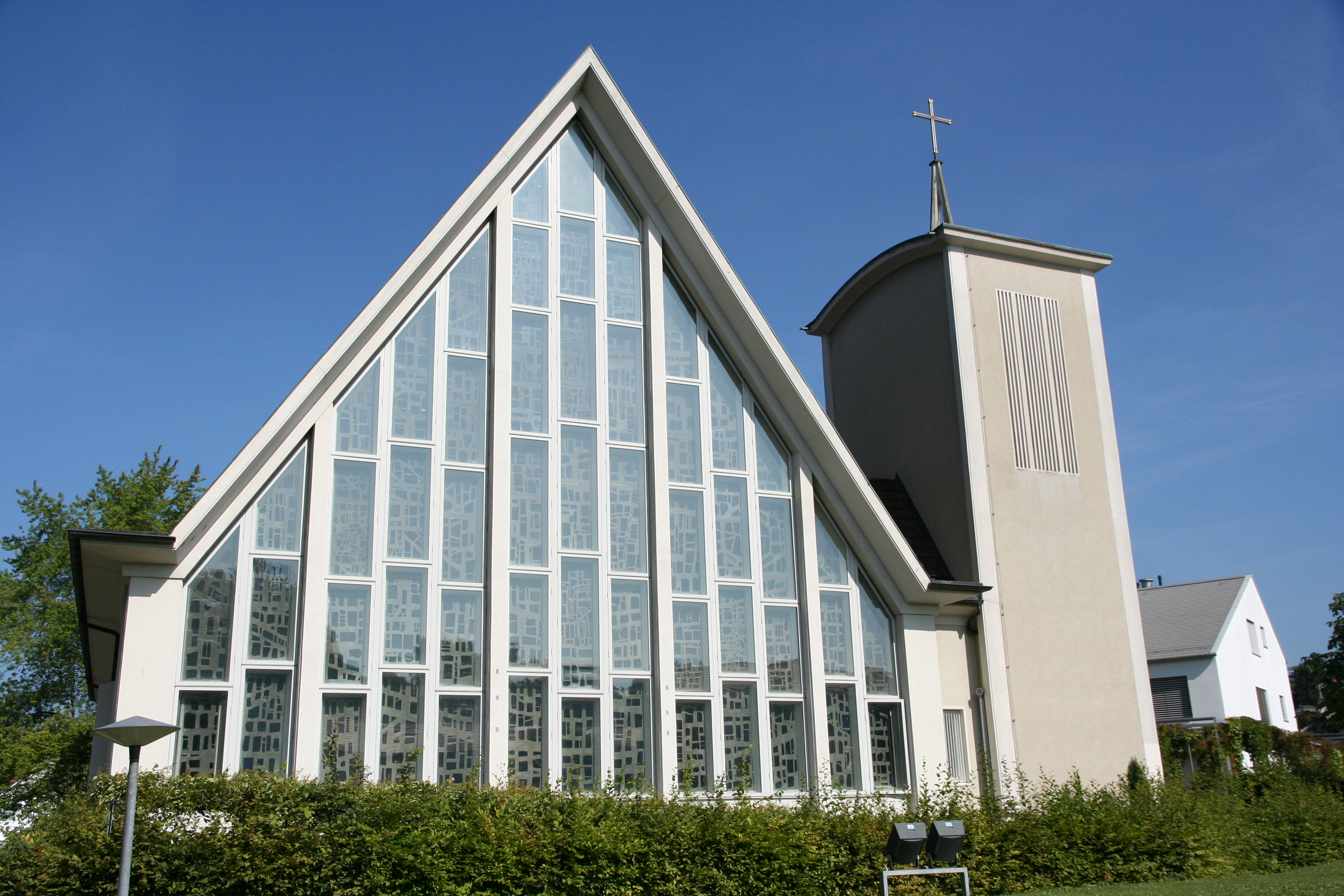
Kirche St. Marien

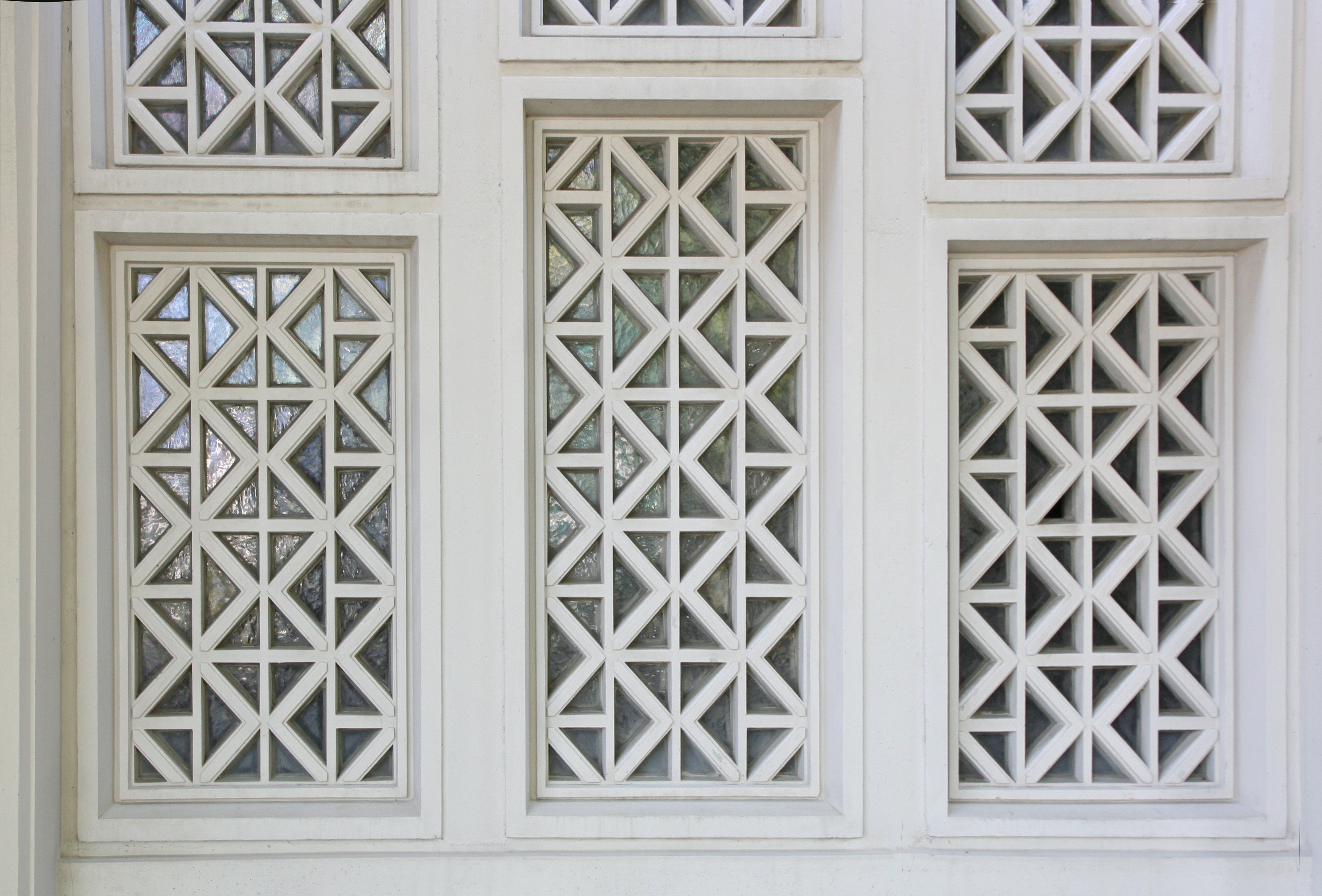
Fenster-Detail, Beton-Gotik

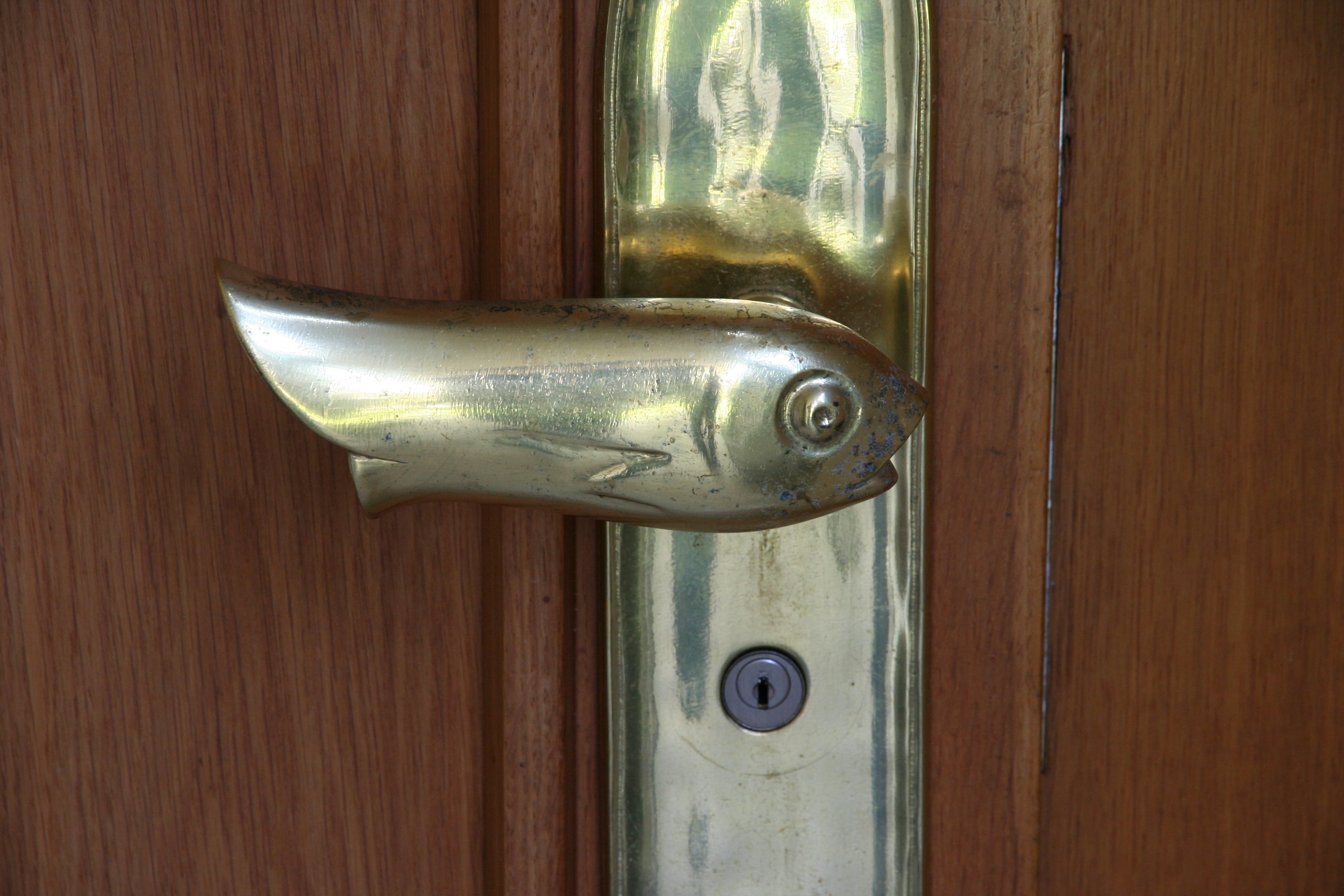
Portal, Detailansicht

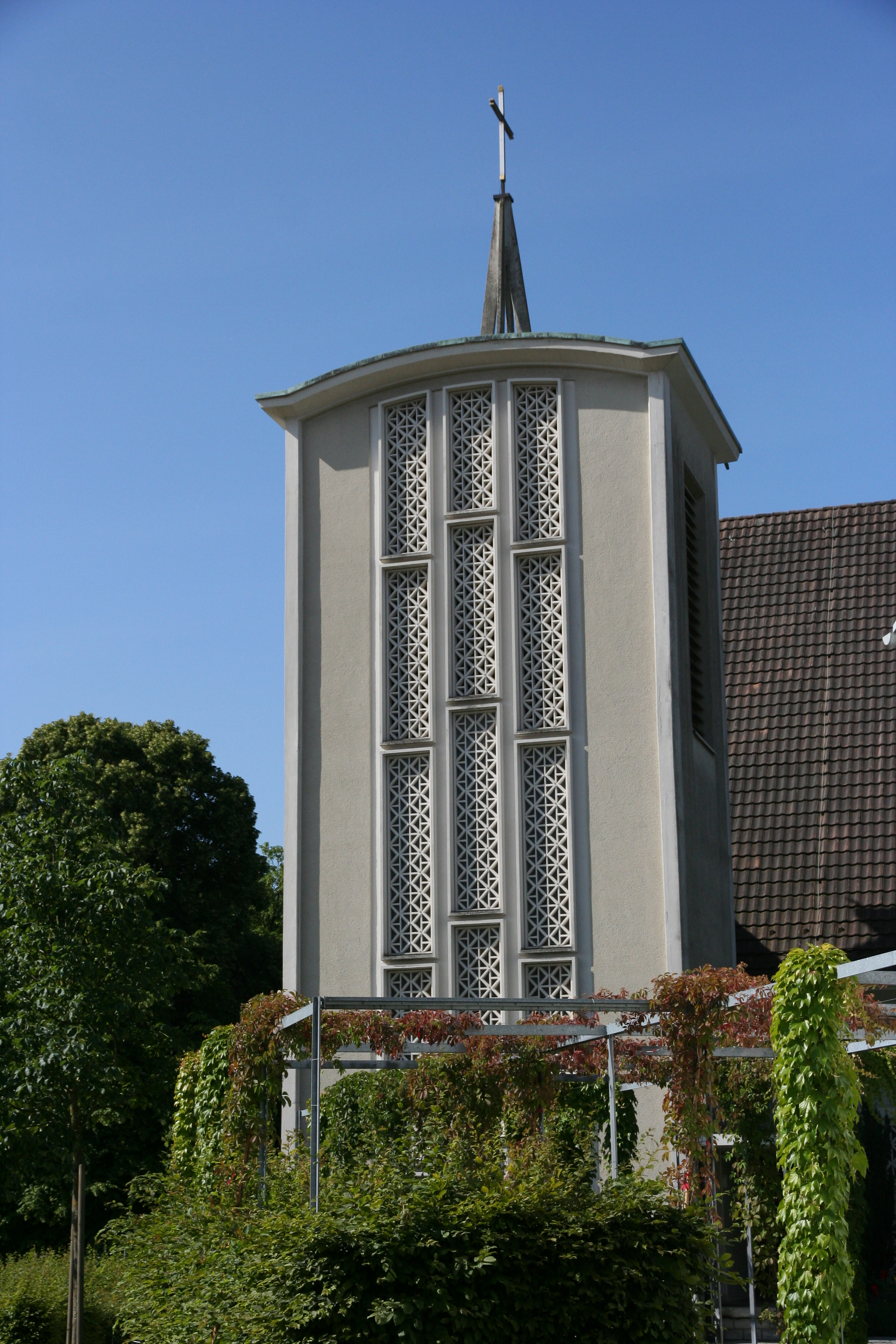
Kirchturm

Die Kirche St. Marien ist die römisch-katholische Pfarrkirche von Herrliberg am unteren rechten Zürichseeufer im Bezirk Meilen im Kanton Zürich.

## Geschichte

### Vorgeschichte und Namensgebung
Im Mittelalter ist eine Kirche St. Theodoricus und Erhard in Herrliberg und eine St. Bartholomäus-Kapelle im Weiler Wetzwil belegt. Beide waren Filialkirchen der Johanniter-Pfarrei in Küsnacht ZH. Die Kirche St. Theodoricus und Erhard wurde 1370 erstmals erwähnt und war auf dem Fels beim Rossbach im 14. Jahrhundert errichtet worden. Um 1500 wurde diese Kirche ausgebaut und erhielt einen Turmanbau. Nach 1667 wurde diese Kirche dann abgebrochen und durch die heutige reformierte Kirche von Herrliberg ersetzt. Seit der Reformation in Zürich ab dem Jahr 1523 war der katholische Gottesdienst in Zürich und seinen Untertanengebieten für fast 300 Jahre verboten, bis das Toleranzedikt des Zürcher Regierungsrats vom 10. September 1807 erstmals wieder eine katholische Gemeinde in Zürich erlaubte.
Bis zum Beginn des 19. Jahrhunderts war Herrliberg ein beschauliches Dorf. Die rechtliche Gleichstellung der Land- und Stadtbevölkerung im Kanton Zürich und die Einführung der Niederlassungsfreiheit nach der Gründung des Bundesstaates im Jahr 1848 hatten in Herrliberg einen ersten wirtschaftlichen Aufschwung zur Folge. Der Bau neuer Strassen und die Eröffnung der Rechtsufrigen Zürichseebahn im Jahr 1894 machten dann Herrliberg zu einem bevorzugten Wohngebiet für vermögende Zürcher. Im Rahmen all dieser Entwicklungen zogen im 19. Jahrhundert auch wieder erste Katholiken nach Herrliberg.

### Entstehungs- und Baugeschichte
Die katholische Pfarrei von Herrliberg ist eine Filiale der Pfarrei St. Georg Küsnacht. In der ersten Hälfte des 20. Jahrhunderts entstand bei den Katholiken von Herrliberg der Wunsch nach einer eigenen Kirche. Die Suche eines geeigneten Bauplatzes erwies sich jedoch als schwierig. So mussten die geplanten Standorte im Grüt und Habüel wieder verworfen werden, bis man schliesslich im Humrigen den Bauplatz der heutigen Kirche finden konnte. Da die katholische Kirche im Kanton Zürich erst im Jahr 1963 öffentlich-rechtlich anerkannt wurde, musste die Kirche in Herrliberg aus Spenden und Zuwendungen errichtet werden. Für den Bau der Kirche konnten die Architekten Ferdinand Pfammatter und Walter Rieger gewonnen werden, welche zwischen 1949 und 1966 gemeinsam elf katholische Kirchen realisierten. Im Jahr 1956 wurde die Kirche Herrliberg erbaut und die dazu gehörige katholische Gemeinde zum Pfarrrektorat erhoben. Am 7. Oktober weihte der Bischof von Chur, Christian Caminada die Kirche zu Ehren Unserer lieben Frau Mariä Himmelfahrt. In den folgenden Jahren wurde die zunächst nur zweckmässige Ausstattung sukzessive ergänzt. Im Jahr 1963 wurde Herrliberg zu einer eigenständigen Pfarrei ernannt und von Küsnacht abgetrennt. Im Jahr 1972 wurde der Pfarreisaal unter der Kirche ausgebaut, 1976 erhielt die Kirche ihre Glocken, 1985 wurde die Kirche renoviert und 1986 erhielt das Gotteshaus seine heutige Orgel. 2005 wurde der Saal umgestaltet und 2015 die Kirche im Innern sanft renoviert.
Die Pfarrei St. Marien ist mit ihren 1'553 Mitgliedern (Stand 2021) eine der kleinen katholischen Kirchgemeinden des Kantons Zürich.

## Baubeschreibung

### Kirchturm und Äusseres
Die Kirche St. Marien ist wie die ebenfalls von Rieger und Pfammatter in der näheren Umgebung von Herrliberg erbauten Kirchen Maria Frieden (Dübendorf), St. Konrad Albisrieden, St. Gallus Schwamendingen und die Eglise Sainte Famille Hottingen mit stilistischen Anlehnungen an die französischen Betonarchitektur erbaut worden. Aufgrund der rhythmisierenden Betonpfeiler und Betongurten, der grossen Kirchenfenster und der dekorativen Betongitterwerke zählt man diese Kirchen von Pfammatter und Rieger zur Betongotik. Im Untergeschoss der Kirche befindet sich der Pfarreisaal. Die Kirche St. Marien Herrliberg besitzt einen an die Kirche angebauten Glockenturm, der den Giebel der Kirche jedoch nicht überragt. Das vierstimmige Geläut wurde von der Glockengiesserei H. Rüetschi im Jahr 1976 gegossen und erklingt in der Tonfolge d, fis, a, h.

### Innenraum und künstlerische Ausstattung

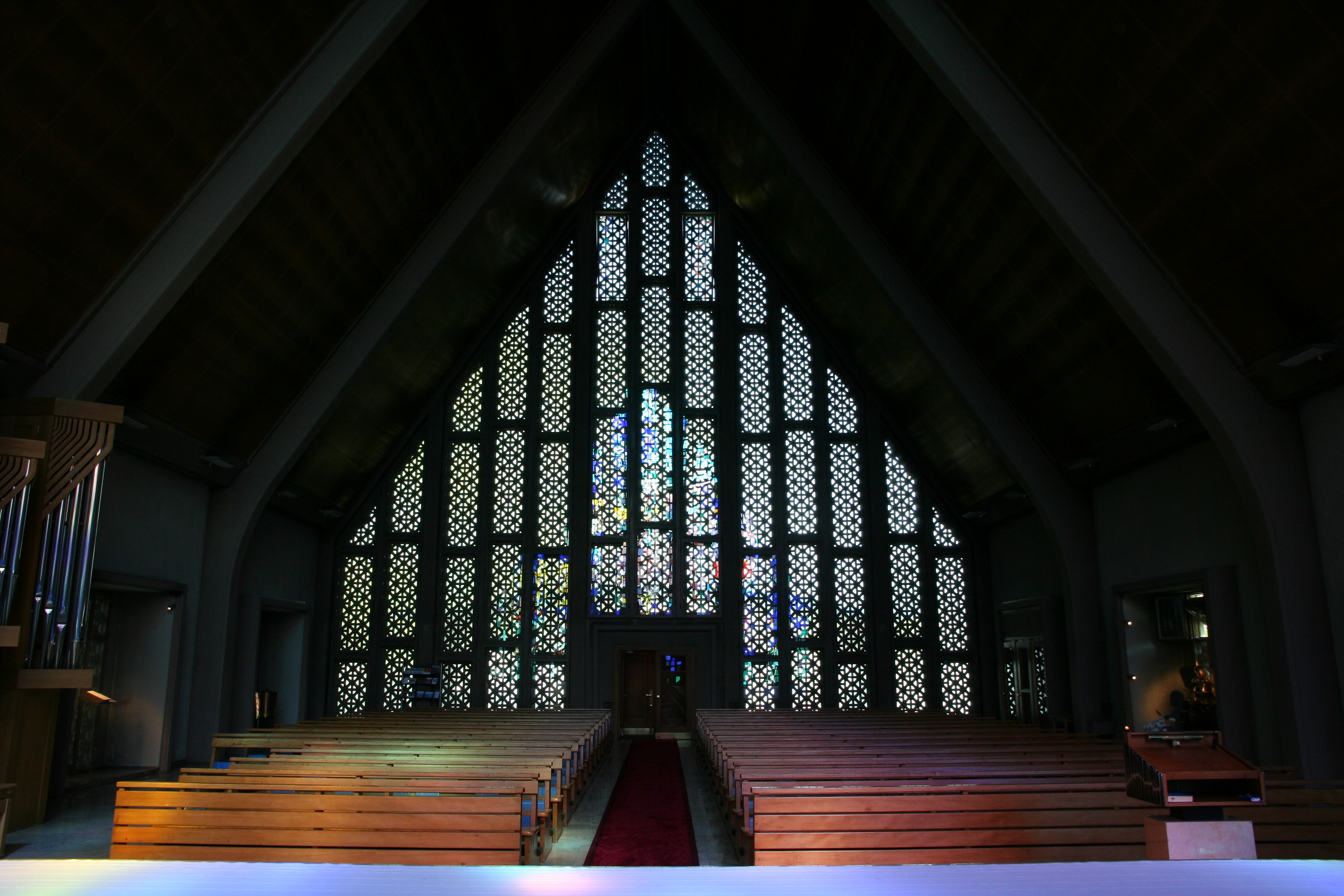
Blick zum Westfenster

Unter einem Windfang und dem Kirchenportal gelangt man in die geostete Kirche. Der Kirchenraum wird geprägt vom Giebeldach, das sich weit herunterzieht. Wie in der Kirche St. Gallus Zürich-Schwamendingen sind die beiden grossen Fenster, welche die Ost- und Westfront der Kirche einnehmen, für den ganzen Kirchbau bestimmend. Während das Westfenster von den Masswerkelementen der Betongotik geprägt wird, besteht das Ostfenster aus einem monumentalen Glasfenster, das Hans Stocker, Basel, im Jahr 1961 schuf. Passend zum marianischen Patrozinium der Kirche ist das Glasfenster im unteren Teil in Blautönen gehalten. Durchbrochen wird das Blau von gelben und roten Bereichen, in denen Jesus und Maria dargestellt sind. In der Mitte des Glasgemäldes, über dem Altar, ist Maria unter dem Kreuz Christi dargestellt. Im oberen Bereich des Glasfensters sind Sonne und Mond sowie die Himmelfahrt Mariens zu erkennen. Albert Wider, Widnau SG schuf im Jahr 1959 eine Marienstatue, die sich an der nördlichen Kirchenwand befindet. Altar, Ambo und Tabernakel sowie ein Taufstein samt Osterkerzenleuchter vervollständigen die Innenausstattung der Kirche.

### Orgel

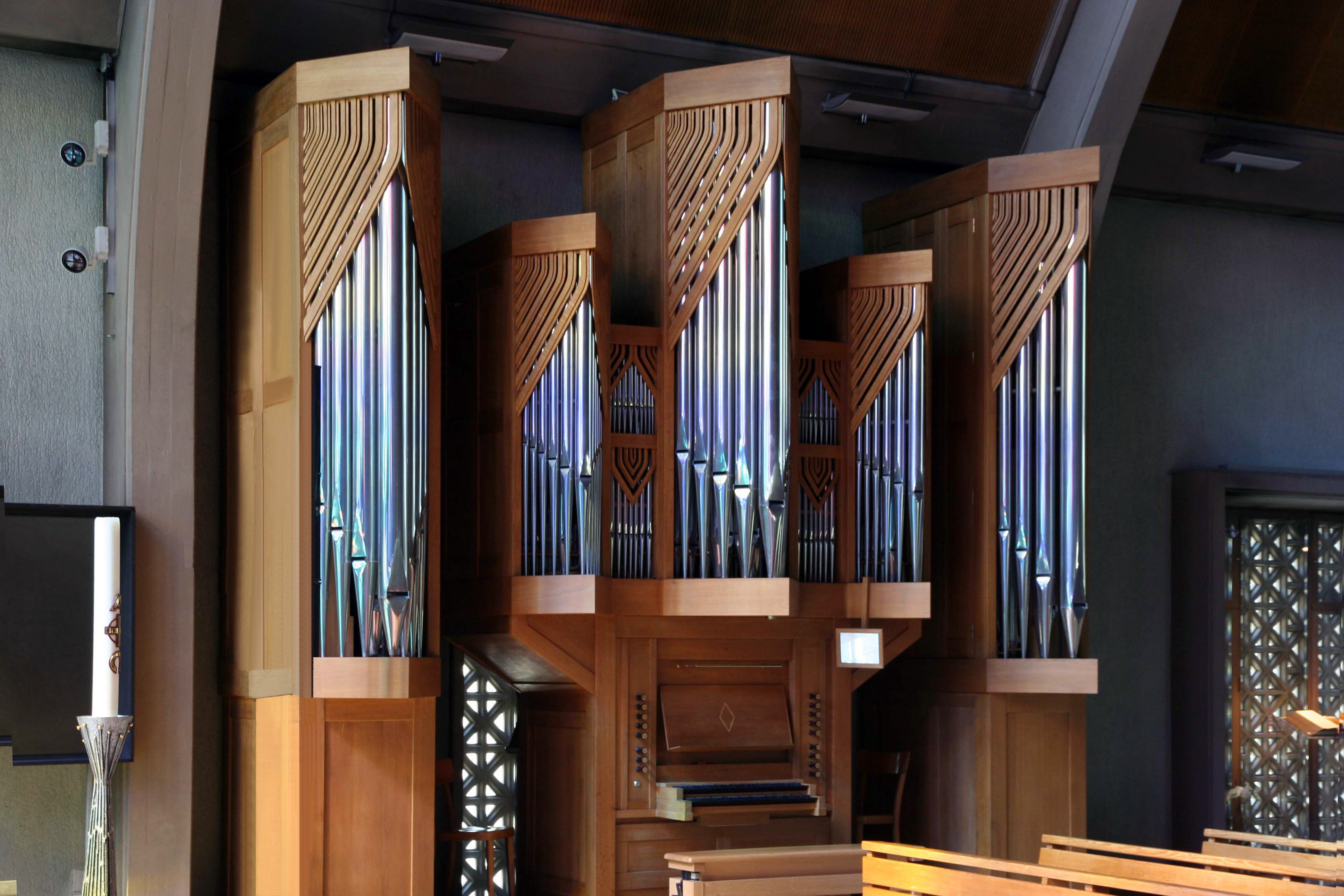
Späth-Orgel von 1986

Die im Jahr 1986 von der Firma Späth, Rapperswil geschaffene Orgel befindet sich an der südlichen Front der Kirche. Dadurch, dass das Instrument im vorderen Bereich der Kirche nahe dem Chorraum aufgestellt wurde, wird der Einheit von der Liturgie und der geistlichen Musik auch räumlich Ausdruck verliehen.
| I Manual C–g3          |    |
| Prinzipal              | 8′ |
| Rohrflöte              | 8′ |
| Oktave                 | 4′ |
| Holzflöte              | 4′ |
| Superoktave (Vorabzug) | 2′ |
| Mixtur III             |    |

| II Manual C–g3    |               |
| Holzgedackt       | 8′            |
| Hohlflöte         | 4′            |
| Quinte (Vorabzug) | 2 ⁄3′         |
| Prinzipal         | 2′            |
| Sesquialter II    | 2 ⁄3′ + 1 ⁄3′ |
| Schalmey          | 8′            |

| Pedal C–f1        |     |
| Subbass           | 16′ |
| Oktavbass         | 8′  |
| Oktave (Vorabzug) | 4′  |
| Rauschpfeife IV   |     |
| Trompete          | 8′  |

- Koppeln: II/I, I/P, II/P
- Traktur: rein mechanisch
- Später zusätzlich eingebaut: Tremulant auf beide Manuale gleichzeitig wirkend